# Cry for the Moon
Cry for the Moon is de derde single van de Nederlandse band Epica.
De single kwam uit in mei 2004 en verscheen in cardsleeve. De single kon in de hoes van de maxisingle Feint worden geplaatst, om zo een soort minialbum te creëren. In de 'live/studio' videoclip (afkomstig van Epica's eerste dvd (2 Meter Sessies - We Will Take You with Us) is te zien hoe de band het nummer inspeelt.

## Tracklist
| Nr. | Titel                                                   | Tekst       | Muziek                                 | Duur |
| --- | ------------------------------------------------------- | ----------- | -------------------------------------- | ---- |
| 1.  | Cry for the Moon (Previously Unreleased Single Version) | Mark Jansen | Ad Sluijter, Jansen, Simone Simons     | 3:33 |
| 2.  | Cry for the Moon                                        | Jansen      | Sluijter, Jansen, Simons               | 6:44 |
| 3.  | Run for a Fall (Previously Unreleased Single Version)   | Jansen      | Sluijter, Coen Janssen, Jansen, Simons | 4:29 |
| 4.  | Run for a Fall                                          | Jansen      | Sluijter, Janssen, Jansen, Simons      | 6:31 |